# Una peccatrice (film 1918)
Una peccatrice è un film muto italiano del 1918 diretto da Giulio Antamoro.